# نيكو زيمارمان
نيكو زيمارمان (بالألمانية: Nico Zimmermann)‏ هو لاعب كرة قدم ألماني، ولد في 2 سبتمبر 1985 في تسفايبروكن في ألمانيا. لعب مع آينتراخت براونشفايغ ونادي آلن ونادي ساربروكن وهانزا روستوك.

## وصلات خارجية
- نيكو زيمارمان على موقع قاعدة بيانات كرة القدم.إي يو (الإنجليزية)
- نيكو زيمارمان على موقع بيانات كرة القدم. دي إي (الألمانية)
- نيكو زيمارمان على موقع عالم كرة القدم.نت (الإنجليزية)